# Scoparia falsa
Scoparia falsa là một loài bướm đêm trong họ Crambidae.